# Jurgen François
Pour les articles homonymes, voir François.
Jurgen François, né le 26 mars 1985 à Ostende, est un coureur cycliste belge.

## Palmarès et résultats

### Palmarès par année
- 2001
  - 2e du championnat de Belgique de course aux points débutants
  - 2e du championnat de Belgique de vitesse débutants
- 2003
  - 2e du championnat de Belgique de poursuite par équipes juniors
- 2005
  - Ster van Zuid-Oost-Vlaanderen
- 2006
  - Zuidkempense Pijl
  - 2e du championnat de Flandre-Occidentale sur route espoirs
  - 3e du Grand Prix de la ville de Geel
- 2007
  - Grand Prix Rudy Dhaenens
- 2008
  - 2e de la Mosselkoers
  - 3e de la Puivelde Koerse
  - 3e de la Zwevezele Koers
- 2009
  - 2e du Grand Prix de la ville de Pérenchies
  - 3e du Grand Prix Raymond Impanis
- 2011
  - Textielprijs Vichte
- 2013
  - 2e du Grand Prix Frans Melckenbeeck

### Classements mondiaux
| Année           | 2007 | 2008 | 2009 |
| --------------- | ---- | ---- | ---- |
| UCI Europe Tour | 967e |      | 489e |